# 2023年香港區議會選舉
2023年香港區議會選舉在2023年12月10日舉行，是全國人大常委會通過《香港國安法》、2021年香港政治制度改革和2023年香港選舉改革後的首次區議會更替。
是次選舉會選出香港十八區區議會44個雙議席地方選區及176個地區委員會議席；連同179個委任議員及27個當然議員，合共470個議席，任期四年（2024年1月1日至2027年12月31日）。
本屆區議會選舉亦是繼2019年香港區議會選舉再次沒有選區自動當選，所有選民均需要投票，亦是自1982年以來首次沒有民主派人士參選，也是首次沒有現任立法會議員參選。
晚上7點42分選舉投票期間，電子選民登記冊系統發生故障，一般選舉所有投票站於8時12分要改為人手派票，投票時間延長1.5小時，至凌晨12時結束。即使投票時間延長，地方選區投票率亦只得27.54%，是區議會制度成立以來歷屆最低。
470個議席中，民建聯佔147席，為區議會最大黨，佔整體區議員31.3%，工聯會、新民黨等其餘政黨各佔不足50席。而有409人為分區委員會、滅罪委員會、防火會（簡稱三會）委員，佔87%； 「關愛隊」成員有346人，佔整體74%。民政及青年事務局局長麥美娟認為三者無衝突，相信結合可更好地服務社區。

## 背景
2021年1月27日中共中央總書記習近平聽取香港行政長官林鄭月娥匯報工作時，強調「愛國者治港」是一國兩制的根本原則。同年2月28日至3月1日，國務院港澳辦舉辦「愛國者治港」座談會，港澳辦主任夏寶龍表示「要落實習近平總書記指出的『愛國者治港』的原則，要根據香港實際情況設計，形成有香港特色的民主選舉制度」。
2021年5月香港政府通过《2021年公职（参选及就任）（杂项修订）条例》，要求区议会议员宣誓。法案通过前，数十名区议员因不同原因辞职。
2021年7月初，有傳政府考虑禁止230名议员宣誓就职，并要求他们退还自2020年就職以來的議員袍金及津貼，每人大約一百萬，觸发260多名非建制派區议员大规模辞职，同時有八名區议员因被拘留或离港而被免职。當局對區議員分區宣誓，2021年10月完成四场宣誓后，政府未解釋原因下，認定49名区议员宣誓无效，即時免職。有傳媒認爲，有關人士或因涉及2020年民主派初選，而被認定不符合愛國者治港原則。根据经修订的《宣誓及声明条例》，被取消资格的区议员将被禁止在未来五年内参加选举。连同辞职、流亡和入狱的议员，18个区议会出缺70%以上席位。當中黄大仙只剩两名议员，中西区减至三名，南区减至四名，令这些议会部分职能瘫痪。同時亲北京阵营夺回包括九龙城、观塘、湾仔、南區、葵青、元朗、西貢和北区的區议会控制权。其中元朗區議會更成為香港歷史上首個所有時任議員均為建制派人士的區議會。尽管如此，行政长官林鄭月娥2021年7月以「新冠疫情嚴重」為由，宣佈在她的任期内不会举行补选。

### 改革區議會
2023年5月2日，行政长官李家超宣布改革区议会，维护国家安全，落实“爱国者治港”的原则，以防止鼓吹“分裂”的人“操纵瘫痪”区议会。根据改革计划，只有由鄉事委員會主席擔任的當然議席維持不變，民选席位将大幅减少至20%左右，另外40%的席位将由间接选举产生，餘下四成由行政长官委任。区议会主席不再由议员互选产生，由首长级公务员的民政事务专员兼任；同時不再設立區議會副主席一職。
直选议席由452個單議席選區合併為44个雙議席选区，88个議席改以双议席单票制选出，而176个间选议席则由政府委任的「地区三會」，即分区委员会、地区扑灭罪行委员会及地区消防安全委员会（三會），以全票制方式選出。所有候选人除50名以上當區选民提名外，还必须分别获得三个委员会各自三個提名，并通过资格审查委员会确认其资格，以决定候选人是否符合维护《基本法》和效忠政府的法定要求和条件。由於「三會」人選全由政府委任，加上他們多數自己人提名自己人，導致候選人與三會成員高度重疊，起碼75%候選人均為「三會」成員。在高等法院法官審理郭卓堅對「三會」提名機制進行司法覆核時亦表示對委員大多提名「自己人」參選感到驚訝。

## 選舉制度及議席分配

區議會組成：

| 2019年區選（479席） - 地區直選（452） - 當然議員（鄉事委員會主席）（27） | 2023年區選（470席） - 地區直選（88） - 當然議員（鄉事委員會主席）（27） - 間接選舉（地區委員會）（176） - 政府委任（179） |

### 地方選區
因應2023年香港選舉改革，政府當局重新劃分選區，全港18區設立44個區議會地方選區，取消單議席單票制，每個選區兩席議員，一共選出88名議員。候選人須獲得所在選區最少50名，但不多於100名選民的提名；及須獲得有關地方行政區的每個地區委員會（即分區委員會、地區撲滅罪行委員會及地區防火委員會）最少3名，但不多於6名地區委員會界別選民的提名。

#### 議席數目（選區數目的2倍）
各地方選區議席數目分佈如下：
- 分界圖索引 （页面存档备份，存于）

| 地區     | 選區數目 | 區議會地方選區名稱                                | 選區分界圖                    |
| -------- | -------- | ------------------------------------------------- | ----------------------------- |
| 中西區   | 2        | 中區、西區                                        | 中西區                        |
| 灣仔區   | 1        | 灣仔                                              | 灣仔區                        |
| 東區     | 3        | 太北、康灣、柴灣                                  | 東區                          |
| 南區     | 2        | 南區東南、南區西北                                | 南區（圖一） 南區（圖二）     |
| 油尖旺區 | 2        | 油尖旺南、油尖旺北                                | 油尖旺區                      |
| 深水埗區 | 2        | 深水埗東、深水埗西                                | 深水埗區                      |
| 九龍城區 | 2        | 九龍城南、九龍城北                                | 九龍城區                      |
| 黃大仙區 | 2        | 黃大仙東、黃大仙西                                | 黃大仙區                      |
| 觀塘區   | 4        | 觀塘東南、觀塘中、觀塘西、觀塘北                  | 觀塘區                        |
| 荃灣區   | 2        | 荃灣東南、荃灣西北                                | 荃灣區                        |
| 屯門區   | 3        | 屯門東、屯門西、屯門北                            | 屯門區                        |
| 元朗區   | 4        | 元朗市中心 、元朗鄉郊東、天水圍南及屏廈、天水圍北 | 元朗區                        |
| 北區     | 2        | 蝴蝶山、紅花嶺                                    | 北區（圖一） 北區（圖二）     |
| 大埔區   | 2        | 大埔南、大埔北                                    | 大埔區（圖一） 大埔區（圖二） |
| 西貢區   | 3        | 西貢及坑口、將軍澳南、將軍澳北                    | 西貢區（圖一） 西貢區（圖二） |
| 沙田區   | 4        | 沙田東、沙田南、沙田西、沙田北                    | 沙田區                        |
| 葵青區   | 3        | 青衣、葵涌東、葵涌西                              | 葵青區                        |
| 離島區   | 1        | 離島                                              | 離島區                        |

### 地區委員會
因應2023年香港選舉改革，設立由三會委員（即分區委員會、地區撲滅罪行委員會及地區防火委員會）為選民的地區委員會選出的議員，佔全體470名區議員中的176名。候選人毋須為有關委員會的委員，在有關地方行政區的每個地區委員會（即分區委員會、地區撲滅罪行委員會及地區防火委員會）須獲得最少3名，但不多於6名地區委員會界別選民的提名。選舉方法沿用選舉委員會所採用全票制，每一位委員必須投選跟選舉中該界別所須選出的議員人數相同的候選人，否則視為廢票。取得最高票數的候選人首先當選，然後得票第二多者當選，直至選舉中該界別的所需議員人數都已選出為止。

#### 議席數目
各地區委員會界別議席數目分佈如下：
| 地區     | 議席數目 |
| -------- | -------- |
| 中西區   | 8        |
| 灣仔區   | 4        |
| 東區     | 12       |
| 南區     | 8        |
| 油尖旺區 | 8        |
| 深水埗區 | 8        |
| 九龍城區 | 8        |
| 黃大仙區 | 8        |
| 觀塘區   | 16       |
| 荃灣區   | 8        |
| 屯門區   | 12       |
| 元朗區   | 16       |
| 北區     | 8        |
| 大埔區   | 8        |
| 西貢區   | 12       |
| 沙田區   | 16       |
| 葵青區   | 12       |
| 離島區   | 4        |

### 與2019年香港區議會選舉之比較
| 制度             | 2019年香港區議會選舉 | 2023年香港區議會選舉 |
| ---------------- | -------------------- | -------------------- |
| 地區直選         | 452席                | 88席                 |
| 佔區議會議席比例 | 94.4%                | 18.7%                |
| 選舉制度         | 單議席單票制         | 雙議席單票制         |
| 選民基礎         | 全港選民             | 全港選民             |
| 地區委員會       | 沒有                 | 176席                |
| 佔區議會議席比例 | 沒有                 | 37.4%                |
| 選舉制度         | 沒有                 | 全票制               |
| 選民基礎         | 沒有                 | 地區三會委員         |
| 政府委任         | 沒有                 | 179席                |
| 佔區議會議席比例 | 沒有                 | 38.1%                |
| 當然議員         | 27席                 | 27席                 |
| 佔區議會議席比例 | 5.6%                 | 5.7%                 |
| 制度             | 27個鄉事委員會主席   | 27個鄉事委員會主席   |

## 競選部署

### 建制派

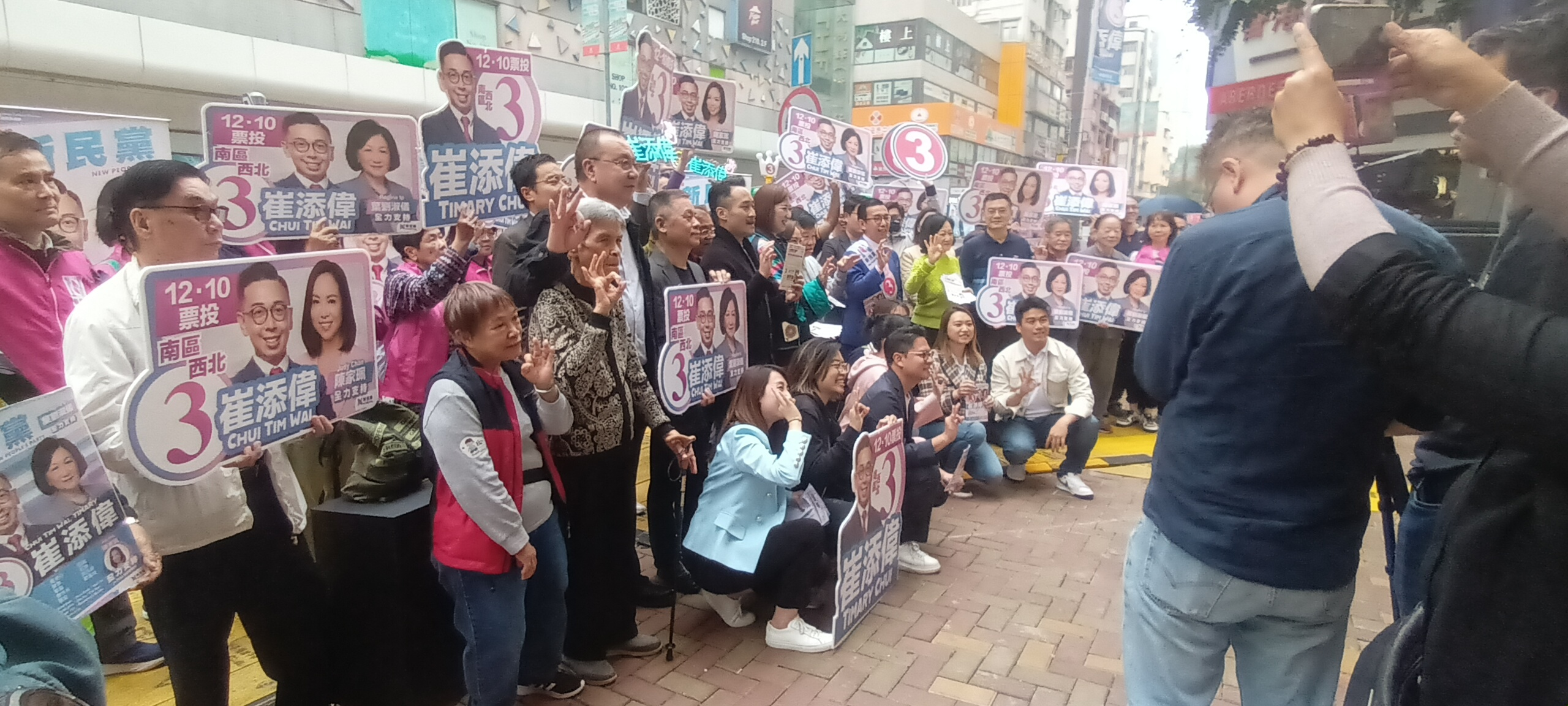
新民黨候選人崔添偉在南區香港仔的造勢活動

大部份建制派政團成功取得足夠的「三會」提名下參選。惟實政圓桌只有一位成員取得足夠「三會」提名可以入閘參選。
- 民主建港協進聯盟：派出121人出選，當中44人出戰直選，77人出戰「三會」間選。所有直選選區均派員參選；至於「三會」間選方面，則除灣仔區之外，其餘17區均派員參選。[25]
- 香港工會聯合會：工聯會派出46人出選，當中25人出戰直選，21人出戰「三會」間選。
- 新民黨：派出29人出選，當中17人出戰直選，12人出戰地區委員會。
- 香港經濟民生聯盟：2023年10月27日，經民聯公布20人參選名單，直選和地區委員會選舉各派十人出選。
- 自由黨：2023年10月17日，自由黨公布區議會參選人名單，派出7人出選，當中4人出戰直選，3人出戰「三會」間選。
- 香港新方向：派出5人參與地區直選。
- 港九勞工社團聯會：派出4人出選，直選和「三會」間選各派兩人出選。
- 專業動力：派出3人參與西貢區地區直選，包括現任區議員方國珊。
- 實政圓桌：2023年10月18日，召集人田北辰表示，計劃派5人參選，當中4人仍未有任何「三會」成員提名。10月30日，田北辰表示只有莊豪鋒獲得足夠提名後報名參選屯門西。
- 紫荊黨：吳振輝參選大埔北地區直選。
- 獨立建制派：前荃灣區議員鄒秉恬計劃參選荃灣東南，但最終因未獲足夠三會成員提名而未能報名參選。[26]

### 中間派
2021年立法會選舉，新思維及民主思路的成員皆成功入閘參選，狄志遠更成功當選立法會議員。因此兩個政團均希望能夠參與是次選舉。惟截至提名期完結，民主思路只有一位成員成功入閘參選，新思維兩位成員皆沒有取得足夠三會成員提名而未能報名參與今屆的區議會選舉。
- 新思維：原計劃派出3人出選，包括副主席黃俊瑯、崔定邦和彭意婷分別出戰油尖旺及將軍澳選區，但黃俊瑯因黨內經費不足而不參選。2023年10月27日，因未能取得足夠提名，宣布不參選今屆區議會選舉。
- 民主思路：召集人湯家驊表示有6至7名成員有意參選。2023年10月23日，湯家驊向香港01透露按提名情況評估，相信只能有一至兩人成功參選。最終只有葉浚生報名參選離島區。

### 民主派
是次選舉，有十餘位民主派現任或前任區議員表示有意參選。惟截至提名期完結，所有有意參選的民主派人士皆沒有取得足夠三會成員提名而未能報名參與今屆的區議會選舉。
- 民主黨：2023年9月20日，民主黨中委會通過推薦8人出戰區議會選舉，惟暫不公布具體名單。10月15日，決定派出6人參加地區直選，油尖旺區議員朱子洛尋求連任，其餘5人都是前年辭任區議員，包括黨主席羅健熙、副主席伍凱欣、葉梓傑、潘秉康和黎熙琳。10月30日，民主黨表示六名擬參選的黨友最終沒有足夠三會成員的提名，未能報名參與今屆的區議會選舉。
- 香港民主民生協進會：2023年10月15日，民協宣佈派出2人參與地區直選，郭偉誠出戰深水埗東，現任屯門區議員周啟廉出戰屯門西，但最終2人沒有足夠三會成員的提名而未能報名參選。
- 區政聯盟：前大埔區議員區鎮樺及現任議員區鎮濠考慮參選大埔區直選及間選，但最終2人皆沒有報名參與今屆的區議會選舉。
- 獨立民主派：荃灣區議會主席陳琬琛及大埔區議會主席毛家俊有意參選，但最終2人皆沒有報名參與今屆的區議會選舉，當中前者因沒有足夠三會成員的提名而未能報名參選。

### 少數族裔
少數族裔聚居地的油尖旺南選區，本屆選舉出現三位非華裔的少數族裔人士參選。分別為報稱沒有政治聯繫的艾歷斯（Ilyas Mohammad Alex，1964年8月1日- ，巴基斯坦裔）、報稱獨立人士的孫逸仙（Fakhrul Islam Babu，1977年7月20日- ，孟加拉裔）與及原本為民主思路，參選時為新民黨成員的白俊達（Singh Baljinder, Jimmy，1976年- ，印度裔），但三人所得票數分別不足千票，以低票落敗（艾歷斯得968票，孫逸仙得253票，白俊達得778票）。
翌日下午，香港政府委任179位社會人士為區議員，其中有兩名少數族裔，包括尼泊爾裔的Aruna Gurung（油尖旺區）與巴基斯坦裔的利哲宏（Rizwan Ullah，九龍城區）。

## 不尋求連任 / 沒有獲委任的議員
| 地區   | 選區／界別                                             | 政黨                                                   | 政黨                                                   | 議員                                                   | 備註                                                   |
| ------ | ------------------------------------------------------ | ------------------------------------------------------ | ------------------------------------------------------ | ------------------------------------------------------ | ------------------------------------------------------ |
| 中西區 | 西環                                                   |                                                        | 獨立                                                   | 彭家浩                                                 | 前維多利亞社區協會成員                                 |
| 中西區 | 寶翠                                                   |                                                        | 獨立                                                   | 楊浩然                                                 | 中西區區議會副主席；前民主黨成員                       |
| 灣仔   | 軒尼詩                                                 |                                                        | 無黨籍                                                 | 顧國慧                                                 |                                                        |
| 灣仔   | 樂活                                                   |                                                        | 創建力量                                               | 謝偉俊                                                 | 立法會議員，向區議會申報為無黨籍，為創建力量成員。     |
| 灣仔   | 司徒拔道                                               |                                                        | 港島聯                                                 | 黃宏泰                                                 | 灣仔區議會主席                                         |
| 東區   | 梁詠詩、仇栩欣、郭偉强、周卓奇                         | 梁詠詩、仇栩欣、郭偉强、周卓奇                         | 梁詠詩、仇栩欣、郭偉强、周卓奇                         | 梁詠詩、仇栩欣、郭偉强、周卓奇                         | 梁詠詩、仇栩欣、郭偉强、周卓奇                         |
| 南區   | 司馬文                                                 | 司馬文                                                 | 司馬文                                                 | 司馬文                                                 | 司馬文                                                 |
| 油尖旺 | 孔昭華、李偉峰、林健文、朱子洛、何富榮                 | 孔昭華、李偉峰、林健文、朱子洛、何富榮                 | 孔昭華、李偉峰、林健文、朱子洛、何富榮                 | 孔昭華、李偉峰、林健文、朱子洛、何富榮                 | 孔昭華、李偉峰、林健文、朱子洛、何富榮                 |
| 深水埗 | 麥偉明、李庭豐、袁海文、伍月蘭、覃德誠、吳美           | 麥偉明、李庭豐、袁海文、伍月蘭、覃德誠、吳美           | 麥偉明、李庭豐、袁海文、伍月蘭、覃德誠、吳美           | 麥偉明、李庭豐、袁海文、伍月蘭、覃德誠、吳美           | 麥偉明、李庭豐、袁海文、伍月蘭、覃德誠、吳美           |
| 九龍城 | 楊振宇、楊永杰、黃國桐、何顯明、李慧琼                 | 楊振宇、楊永杰、黃國桐、何顯明、李慧琼                 | 楊振宇、楊永杰、黃國桐、何顯明、李慧琼                 | 楊振宇、楊永杰、黃國桐、何顯明、李慧琼                 | 楊振宇、楊永杰、黃國桐、何顯明、李慧琼                 |
| 黃大仙 | 譚香文、廖成利                                         | 譚香文、廖成利                                         | 譚香文、廖成利                                         | 譚香文、廖成利                                         | 譚香文、廖成利                                         |
| 觀塘   | 潘任惠珍、黎寶桂、顏汶羽、謝淑珍、蘇冠聰               | 潘任惠珍、黎寶桂、顏汶羽、謝淑珍、蘇冠聰               | 潘任惠珍、黎寶桂、顏汶羽、謝淑珍、蘇冠聰               | 潘任惠珍、黎寶桂、顏汶羽、謝淑珍、蘇冠聰               | 潘任惠珍、黎寶桂、顏汶羽、謝淑珍、蘇冠聰               |
| 荃灣   | 陸靈中、劉卓裕、文裕明、黃家華、陳琬琛                 | 陸靈中、劉卓裕、文裕明、黃家華、陳琬琛                 | 陸靈中、劉卓裕、文裕明、黃家華、陳琬琛                 | 陸靈中、劉卓裕、文裕明、黃家華、陳琬琛                 | 陸靈中、劉卓裕、文裕明、黃家華、陳琬琛                 |
| 屯門   | 林頌鎧、江鳳儀、黃丹晴、黃虹銘、甄紹南、周啟廉、梁灝文 | 林頌鎧、江鳳儀、黃丹晴、黃虹銘、甄紹南、周啟廉、梁灝文 | 林頌鎧、江鳳儀、黃丹晴、黃虹銘、甄紹南、周啟廉、梁灝文 | 林頌鎧、江鳳儀、黃丹晴、黃虹銘、甄紹南、周啟廉、梁灝文 | 林頌鎧、江鳳儀、黃丹晴、黃虹銘、甄紹南、周啟廉、梁灝文 |
| 元朗   | 鄧家良、文富穩、黎永添                                 | 鄧家良、文富穩、黎永添                                 | 鄧家良、文富穩、黎永添                                 | 鄧家良、文富穩、黎永添                                 | 鄧家良、文富穩、黎永添                                 |
| 北區   | 周錦豪、張浚偉、侯福達、羅庭德                         | 周錦豪、張浚偉、侯福達、羅庭德                         | 周錦豪、張浚偉、侯福達、羅庭德                         | 周錦豪、張浚偉、侯福達、羅庭德                         | 周錦豪、張浚偉、侯福達、羅庭德                         |
| 大埔   | 區鎮濠、何偉霖、毛家俊、劉勇威、譚爾培                 | 區鎮濠、何偉霖、毛家俊、劉勇威、譚爾培                 | 區鎮濠、何偉霖、毛家俊、劉勇威、譚爾培                 | 區鎮濠、何偉霖、毛家俊、劉勇威、譚爾培                 | 區鎮濠、何偉霖、毛家俊、劉勇威、譚爾培                 |
| 西貢   | 蔡明禧、陳耀初、周賢明                                 | 蔡明禧、陳耀初、周賢明                                 | 蔡明禧、陳耀初、周賢明                                 | 蔡明禧、陳耀初、周賢明                                 | 蔡明禧、陳耀初、周賢明                                 |
| 沙田   | 衞慶祥、周曉嵐、許立燊、鍾禮謙、麥潤培、冼卓嵐、鄭仲恒 | 衞慶祥、周曉嵐、許立燊、鍾禮謙、麥潤培、冼卓嵐、鄭仲恒 | 衞慶祥、周曉嵐、許立燊、鍾禮謙、麥潤培、冼卓嵐、鄭仲恒 | 衞慶祥、周曉嵐、許立燊、鍾禮謙、麥潤培、冼卓嵐、鄭仲恒 | 衞慶祥、周曉嵐、許立燊、鍾禮謙、麥潤培、冼卓嵐、鄭仲恒 |
| 葵青   | 梁志成、劉貴梅、林紹輝                                 | 梁志成、劉貴梅、林紹輝                                 | 梁志成、劉貴梅、林紹輝                                 | 梁志成、劉貴梅、林紹輝                                 | 梁志成、劉貴梅、林紹輝                                 |
| 離島   | 郭平、方龍飛                                           | 郭平、方龍飛                                           | 郭平、方龍飛                                           | 郭平、方龍飛                                           | 郭平、方龍飛                                           |

## 候選人提名
本屆區議會選舉提名期由2023年10月17日開始，至10月30日結束。本屆區議會選舉共收到400份提名表格（包括1份已退選）。
11月10日，區議會資格審查委員會裁定全部399名候選人資格有效。是次選舉並沒有現任立法會議員參選。
- 中區
- 西區
- 灣仔
- 太北
- 康灣
- 柴灣
- 南區東南
- 南區西北
- 油尖旺南
- 油尖旺北
- 深水埗西
- 深水埗東
- 九龍城北
- 九龍城南
- 黃大仙東
- 黃大仙西
- 觀塘東南
- 觀塘中
- 觀塘北
- 觀塘西
- 荃灣西北
- 荃灣東南
- 屯門東
- 屯門西
- 屯門北
- 元朗市中心
- 元朗鄉郊東
- 天水圍南及屏廈
- 天水圍北
- 蝴蝶山
- 紅花嶺
- 大埔南
- 大埔北
- 西貢及坑口
- 將軍澳南
- 將軍澳北
- 沙田西
- 沙田東
- 沙田南
- 沙田北
- 青衣
- 葵涌東
- 葵涌西
- 離島
- 地區委員會界別

## 選舉論壇
所有論壇除經大氣電波於電視或電台廣播外，亦會於所屬媒體或主辦單位的官方網站、OTT服務平台或YouTube頻道直播及提供重溫。
與過往的選舉論壇不同，所有論壇不設任何候選人互相辯論或質詢的環節。由香港再出發大聯盟舉辦的論壇只設候選人自我介紹及由候選人回答事先預備問題的環節，而由香港電台舉辦的論壇則只設候選人自我介紹及由候選人回答即場抽籤分配問題的環節。

### 香港再出發大聯盟（由無綫電視播放）
香港再出發大聯盟在11月28日至12月1日於電視廣播城舉辦《2023年區議會選舉論壇 區議會地方選區 / 地區委員會界別候選人論壇》，在無綫新聞台、myTV SUPER以及香港01、點新聞、橙新聞、港人講地、幫港出聲、HKG報等網上媒體播出。當中無綫新聞台以延後一小時形式播出，並安排以多畫面模式的左方小畫面暨第二聲道播出，主畫面暨第一聲道則如常播放原定常規節目，故此播放期間會受廣告時間影響。其中12月1日的地區委員會界別論壇因人數眾多，無綫新聞台播放時間至當晚10時後，將餘下未播出部分於翌日上午9時在無綫新聞台繼續播出。
區議會地方選區論壇
| 地區                                           | 日期     | 時間        | 主持           | 備註                    | 網上重溫                        |
| ---------------------------------------------- | -------- | ----------- | -------------- | ----------------------- | ------------------------------- |
| 中西區、灣仔區、東區、南區、離島區             | 11月28日 | 13:00-15:35 | 蔡國威、梁禮勤 | 中西區中區2號彭舜玟缺席 | 視像重溫 （页面存档备份，存于） |
| 油尖旺區、深水埗區、九龍城區、黃大仙區、觀塘區 | 11月28日 | 15:40-19:00 | 蔡國威、梁禮勤 |                         | 視像重溫 （页面存档备份，存于） |
| 荃灣區、屯門區、元朗區、北區                   | 11月29日 | 10:00-12:40 | 蔡國威、梁禮勤 |                         | 視像重溫 （页面存档备份，存于） |
| 大埔區、西貢區、沙田區、葵青區                 | 11月29日 | 12:45-15:50 | 蔡國威、梁禮勤 |                         | 視像重溫 （页面存档备份，存于） |

地區委員會界別論壇
| 地區                               | 日期     | 時間        | 主持           | 備註                                  | 網上重溫                        |
| ---------------------------------- | -------- | ----------- | -------------- | ------------------------------------- | ------------------------------- |
| 中西區、灣仔區、東區、南區、離島區 | 11月30日 | 10:00-13:10 | 蔡誌恩、梁麗翹 | 東區4號劉淑燕缺席                     | 視像重溫 （页面存档备份，存于） |
| 油尖旺區、深水埗區、九龍城區       | 11月30日 | 13:15-15:20 | 蔡誌恩、梁麗翹 | 深水埗區2號龐朝輝缺席                 | 視像重溫 （页面存档备份，存于） |
| 黃大仙區、觀塘區                   | 11月30日 | 15:25-17:30 | 蔡誌恩、梁麗翹 | 觀塘區4號吳庭鋒缺席                   | 視像重溫 （页面存档备份，存于） |
| 荃灣區、屯門區、元朗區             | 12月1日  | 10:00-13:05 | 蔡誌恩、梁麗翹 |                                       | 視像重溫 （页面存档备份，存于） |
| 北區、大埔區、西貢區               | 12月1日  | 13:10-15:40 | 蔡誌恩、梁麗翹 |                                       | 視像重溫 （页面存档备份，存于） |
| 沙田區、葵青區                     | 12月1日  | 15:45-18:15 | 蔡誌恩、梁麗翹 | 沙田區13號林俊禮、葵青區5號譚世華缺席 | 視像重溫 （页面存档备份，存于） |

### 香港電台
電視
香港電台《2023區議會選舉論壇》於港台電視31播出，主持為徐頴堃、侯嘉明、黃婉曼。
| 選區                   | 日期    | 時間        | 主持   | 備註                     | 網上重溫 |
| ---------------------- | ------- | ----------- | ------ | ------------------------ | -------- |
| 灣仔區灣仔             | 12月1日 | 21:30-22:45 | 徐頴堃 |                          | 視像重溫 |
| 中西區中區             | 12月1日 | 21:30-22:45 | 徐頴堃 |                          | 視像重溫 |
| 中西區西區             | 12月1日 | 21:30-22:45 | 黃婉曼 |                          | 視像重溫 |
| 東區康灣               | 12月1日 | 21:30-22:45 | 侯嘉明 |                          | 視像重溫 |
| 東區太北               | 12月1日 | 21:30-22:45 | 黃婉曼 |                          | 視像重溫 |
| 東區柴灣               | 12月1日 | 21:30-22:45 | 黃婉曼 |                          | 視像重溫 |
| 九龍城區九龍城北       | 12月1日 | 22:45-00:00 | 侯嘉明 |                          | 視像重溫 |
| 九龍城區九龍城南       | 12月1日 | 22:45-00:00 | 徐頴堃 |                          | 視像重溫 |
| 黃大仙區黃大仙東       | 12月1日 | 22:45-00:00 | 侯嘉明 |                          | 視像重溫 |
| 黃大仙區黃大仙西       | 12月1日 | 22:45-00:00 | 徐頴堃 |                          | 視像重溫 |
| 深水埗區深水埗東       | 12月1日 | 22:45-00:00 | 黃婉曼 |                          | 視像重溫 |
| 深水埗區深水埗西       | 12月1日 | 22:45-00:00 | 侯嘉明 |                          | 視像重溫 |
| 離島區離島             | 12月2日 | 21:30-22:40 | 徐頴堃 |                          | 視像重溫 |
| 油尖旺油尖旺北         | 12月2日 | 21:30-22:40 | 侯嘉明 |                          | 視像重溫 |
| 油尖旺區油尖旺南       | 12月2日 | 21:30-22:40 | 黃婉曼 |                          | 視像重溫 |
| 南區南區東南           | 12月2日 | 21:30-22:40 | 侯嘉明 |                          | 視像重溫 |
| 南區南區西北           | 12月2日 | 21:30-22:40 | 黃婉曼 |                          | 視像重溫 |
| 觀塘區觀塘中           | 12月2日 | 22:40-00:00 | 侯嘉明 |                          | 視像重溫 |
| 觀塘區觀塘北           | 12月2日 | 22:40-00:00 | 黃婉曼 |                          | 視像重溫 |
| 觀塘區觀塘西           | 12月2日 | 22:40-00:00 | 侯嘉明 |                          | 視像重溫 |
| 觀塘區觀塘東南         | 12月2日 | 22:40-00:00 | 侯嘉明 |                          | 視像重溫 |
| 沙田區沙田東           | 12月3日 | 21:30-22:40 | 黃婉曼 |                          | 視像重溫 |
| 沙田區沙田南           | 12月3日 | 21:30-22:40 | 黃婉曼 |                          | 視像重溫 |
| 沙田區沙田北           | 12月3日 | 21:30-22:40 | 黃婉曼 |                          | 視像重溫 |
| 沙田區沙田西           | 12月3日 | 21:30-22:40 | 侯嘉明 |                          | 視像重溫 |
| 大埔區大埔南           | 12月3日 | 21:30-22:40 | 黃婉曼 |                          | 視像重溫 |
| 大埔區大埔北           | 12月3日 | 21:30-22:40 | 徐頴堃 |                          | 視像重溫 |
| 葵青區青衣             | 12月3日 | 22:40-00:00 | 黃婉曼 |                          | 視像重溫 |
| 葵青區葵涌東           | 12月3日 | 22:40-00:00 | 黃婉曼 |                          | 視像重溫 |
| 葵青區葵涌西           | 12月3日 | 22:40-00:00 | 侯嘉明 |                          | 視像重溫 |
| 荃灣區荃灣東南         | 12月3日 | 22:40-00:00 | 黃婉曼 |                          | 視像重溫 |
| 荃灣區荃灣西北         | 12月3日 | 22:40-00:00 | 徐頴堃 |                          | 視像重溫 |
| 元朗區元朗鄉郊東       | 12月4日 | 21:30-22:40 | 黃婉曼 |                          | 視像重溫 |
| 元朗區天水圍南及屏廈   | 12月4日 | 21:30-22:40 | 侯嘉明 |                          | 視像重溫 |
| 元朗區天水圍北         | 12月4日 | 21:30-22:40 | 黃婉曼 |                          | 視像重溫 |
| 元朗區元朗市中心       | 12月4日 | 21:30-22:40 | 黃婉曼 |                          | 視像重溫 |
| 西貢區將軍澳北         | 12月4日 | 21:30-22:40 | 黃婉曼 |                          | 視像重溫 |
| 西貢區將軍澳南         | 12月4日 | 21:30-22:40 | 黃婉曼 | 4號董真缺席              | 視像重溫 |
| 西貢區西貢及坑口       | 12月4日 | 21:30-22:40 | 侯嘉明 |                          | 視像重溫 |
| 屯門區屯門西           | 12月4日 | 22:40-00:00 | 徐頴堃 |                          | 視像重溫 |
| 屯門區屯門東           | 12月4日 | 22:40-00:00 | 徐頴堃 |                          | 視像重溫 |
| 屯門區屯門北           | 12月4日 | 22:40-00:00 | 徐頴堃 |                          | 視像重溫 |
| 北區紅花嶺             | 12月4日 | 22:40-00:00 | 侯嘉明 |                          | 視像重溫 |
| 北區蝴蝶山             | 12月4日 | 22:40-00:00 | 侯嘉明 | 4號宋冰冰缺席            | 視像重溫 |
| 元朗區地區委員會界別   | 12月5日 | 18:30-21:30 | 侯嘉明 |                          | 視像重溫 |
| 灣仔區地區委員會界別   | 12月5日 | 18:30-21:30 | 侯嘉明 | 1號李文龍及3號林偉文缺席 | 視像重溫 |
| 黃大仙區地區委員會界別 | 12月5日 | 21:30-22:45 | 侯嘉明 |                          | 視像重溫 |
| 觀塘區委員會界別       | 12月5日 | 21:30-22:45 | 侯嘉明 |                          | 視像重溫 |
| 深水埗區地區委員會界別 | 12月5日 | 22:45-00:00 | 侯嘉明 |                          | 視像重溫 |
| 西貢區地區委員會界別   | 12月5日 | 22:45-00:00 | 徐頴堃 |                          | 視像重溫 |
| 屯門區地區委員會界別   | 12月6日 | 18:30-19:30 | 徐頴堃 | 8號謝玉玲缺席            | 視像重溫 |
| 離島區地區委員會界別   | 12月6日 | 18:30-19:30 | 黃婉曼 |                          | 視像重溫 |
| 沙田區地區委員會界別   | 12月6日 | 21:30-22:45 | 徐頴堃 | 13號林俊禮缺席           | 視像重溫 |
| 油尖旺區地區委員會界別 | 12月6日 | 21:30-22:45 | 黃婉曼 |                          | 視像重溫 |
| 東區地區委員會界別     | 12月6日 | 22:45-00:00 | 黃婉曼 | 4號劉淑燕缺席            | 視像重溫 |
| 南區地區委員會界別     | 12月6日 | 22:45-00:00 | 黃婉曼 |                          | 視像重溫 |
| 九龍城區地區委員會界別 | 12月7日 | 18:30-19:40 |        |                          |          |
| 中西區地區委員會界別   | 12月7日 | 18:30-19:40 |        |                          |          |
| 大埔區地區委員會界別   | 12月7日 | 21:30-22:45 |        |                          |          |
| 北區地區委員會界別     | 12月7日 | 21:30-22:45 |        |                          |          |
| 葵青區地區委員會界別   | 12月7日 | 22:45-00:00 |        |                          |          |
| 荃灣區觀塘委員會界別   | 12月7日 | 22:45-00:00 |        |                          |          |

電台
電台版的《2023區議會選舉論壇》，乃電視版的聲音版本，在逢星期一至五21:00-00:00及逢星期六至日20:00-00:00，於香港電台第二台播出。
| 選區             | 日期    | 時間        | 備註 | 重溫     |
| ---------------- | ------- | ----------- | ---- | -------- |
| 離島區離島       | 12月1日 | 21:00-22:00 |      | 網上重溫 |
| 灣仔區灣仔       | 12月1日 | 21:00-22:00 |      | 網上重溫 |
| 中西區中區       | 12月1日 | 21:00-22:00 |      | 網上重溫 |
| 沙田區沙田南     | 12月1日 | 21:00-22:00 |      | 網上重溫 |
| 東區康灣         | 12月1日 | 22:00-23:00 |      | 網上重溫 |
| 黃大仙區黃大仙東 | 12月1日 | 22:00-23:00 |      | 網上重溫 |
| 油尖旺油尖旺北   | 12月1日 | 22:00-23:00 |      | 網上重溫 |
| 深水埗區深水埗東 | 12月1日 | 22:00-23:00 |      | 網上重溫 |
| 九龍城區九龍城北 | 12月1日 | 22:00-23:00 |      | 網上重溫 |
| 觀塘區觀塘中     | 12月1日 | 23:00-00:00 |      | 網上重溫 |
| 沙田區沙田東     | 12月1日 | 23:00-00:00 |      | 網上重溫 |
| 南區南區東南     | 12月1日 | 23:00-00:00 |      | 網上重溫 |
| 沙田區沙田北     | 12月1日 | 23:00-00:00 |      | 網上重溫 |
| 葵青區葵涌東     | 12月1日 | 23:00-00:00 |      | 網上重溫 |

## 投票與點票安排
本屆區議會選舉投票日於12月10日（星期日）舉行，地方選區選舉投票時間由上午8時30分至晚上10時30分，設於懲教院所的專用投票站投票時間為上午9時至下午4時。而地區委員會界別選舉投票時間由上午8時30分至下午2時30分，設於懲教院所的專用投票站投票時間為上午9時至上午11時。地區委員會界別在投票結束後，投票站工作人員會確保已上鎖和密封的投票箱不受干擾，直至地方選區投票結束才會開始點票，以避免對地方選區選舉結果造成影響。

### 鄰近邊境投票站
選舉事務處在位於上水的香港道教聯合會鄧顯紀念中學及東華三院甲寅年總理中學，設立「鄰近邊境投票站」，以便利身在内地的選民返港投票，使用這類投票站的選民需要在12月5日前預先登記。
「鄰近邊境投票站」的最高登記名額為38,000個，而名額將以先到先得形式分配。在登記期內，選舉事務處收到12,976個的登記。

### 全港性電腦系統故障
在投票日晚上7時42分，多區投票站的電腦系統出現故障。當時，選舉管理委員會表示，可以在大約1個小時之後投票。隨後，選管會表示，所有投票站於8時12分轉用正式選民登記冊印刷本發出選票，投票時間順延。
因電腦系統出現故障，選舉管理委員會宣佈投票時間延長至午夜12時。12月11日，行政長官李家超責成選管會徹查票站電腦系統故障問題。
由於電子選民登記冊系統在本次選舉期間再次出現故障，選舉管理委員會成立一個由香港警務處、政府資訊科技總監辦公室、選舉事務處資訊科技管理部及有經驗人士組成的專責小組調查事件。小組須於一個半月內提交中期報告，三個月內提交完整調查報告。
在2024年1月26日發表調查中期報告的記者會上，記者點名要求出席記者會的總選舉事務主任黃文超與總系統經理翁慧卿回應，兩人卻堅持一言不發，由選管會主席陸啟康及選管會成員兼專責調查組主席文本立回應問題。

## 投票率

### 地區直選投票率
| 年份 時間 | 1994   | 1999   | 2003   | 2007   | 2011   | 2015   | 2019   | 2023   |
| --------- | ------ | ------ | ------ | ------ | ------ | ------ | ------ | ------ |
| 08:30     | 0.8%   | 0.85%  | 1.06%  | 1.08%  | 1.19%  | 1.28%  | 3.82%  | 不適用 |
| 09:30     | 2.3%   | 2.72%  | 3.3%   | 3.3%   | 3.59%  | 3.85%  | 10.41% | 3.12%  |
| 10:30     | 4.6%   | 5.43%  | 6.59%  | 6.26%  | 6.73%  | 6.79%  | 17.43% | 6.24%  |
| 11:30     | 7.1%   | 8.41%  | 10.12% | 9.5%   | 10.1%  | 10.89% | 24.37% | 9.21%  |
| 12:30     | 9.4%   | 11.09% | 13.44% | 12.34% | 13.2%  | 14.48% | 30.98% | 11.6%  |
| 13:30     | 11.4%  | 13.41% | 16.27% | 14.83% | 15.85% | 17.66% | 36.89% | 13.51% |
| 14:30     | 13.5%  | 15.79% | 19.38% | 17.48% | 18.73% | 20.97% | 42.26% | 15.47% |
| 15:30     | 15.5%  | 18.01% | 22.27% | 20.05% | 21.48% | 24.18% | 47.26% | 17.33% |
| 16:30     | 17.6%  | 20.46% | 25.27% | 22.68% | 24.33% | 27.37% | 52.14% | 19.19% |
| 17:30     | 19.7%  | 22.89% | 28.3%  | 25.3%  | 27.08% | 30.59% | 56.42% | 21.03% |
| 18:30     | 21.9%  | 25.5%  | 31.35% | 28.07% | 30.2%  | 33.96% | 60.36% | 22.85% |
| 19:30     | 24.1%  | 27.9%  | 34.36% | 30.63% | 32.88% | 37.12% | 63.65% | 24.53% |
| 20:30     | 26.5%  | 30.3%  | 37.33% | 33.19% | 35.57% | 40.25% | 66.50% | 未公佈 |
| 21:30     | 29.5%  | 32.98% | 40.68% | 35.97% | 38.54% | 43.62% | 69.04% | 未公佈 |
| 22:30     | 33.1%  | 35.82% | 44.1%  | 38.83% | 41.49% | 47.01% | 71.23% | 未公佈 |
| 24:00     | 不適用 | 27.59% |        |        |        |        |        |        |

### 地區委員會投票率
| 年份 時間 | 2023   |
| --------- | ------ |
| 09:30     | 32.46% |
| 10:30     | 60.62% |
| 11:30     | 79.50% |
| 12:30     | 88.78% |
| 13:30     | 94.67% |
| 14:30     | 96.92% |

## 選後統計
- 投票人數：
  - 地區直選：1,195,331人
  - 地區委員會：2,454人

- 投票率：
  - 地區直選：27.59%
  - 地區委員會：96.92%

- 無效票數：
  - 地區直選：22,045票（1.85%）
  - 地區委員會：8票（0.33%）

選區
- 預計人口最多選區[註 3]：黃大仙區黃大仙西（218,584人）
- 預計人口最少選區[註 3]：中西區中區（110,720人）
- 最多已登記選民選區：黃大仙區黃大仙西（147,313人）
- 最少已登記選民選區：中西區中區（47,869人）
- 最多已登記選民處於各懲教院所內需使用專用投票站的選區：黃大仙區黃大仙西（133人）及元朗區天水圍北（133人）[43]
- 最多投票站選區：離島區離島（共23個，包括19個投票站及4個小投票站）[44]
- 最少投票站選區：油尖旺區油尖旺南（8個）[44]
- 已編配最多選民投票站：H1501 - 竹園體育館（黃大仙區黃大仙西）（15,700人）[45]
- 已編配最少選民投票站：T0103 - 大澳䃟頭村村公所（離島區離島）（28人）[45]
- 最高投票率地區：
  - 地區直選：（%）
  - 地區委員會：北區（100%）
- 最低投票率地區：
  - 地區直選：（%）
  - 地區委員會：深水埗區（94.02%）
- 最高投票率選區[註 4]：觀塘區觀塘北（33.84%）
- 最低投票率選區[註 4]：沙田區沙田西（23.55%）
- 最多人投票選區：
  - 地區直選[註 4]：黃大仙區黃大仙西（41,606張有效票）
  - 地區委員會[註 5]：沙田區（194票）
- 最少人投票選區：
  - 地區直選[註 4]：中西區中區（11,917張有效票）
  - 地區委員會[註 5]：大埔區（87票）
- 競爭最激烈選區：
  - 地區直選：油尖旺區油尖旺南及大埔區大埔北（均各有6名候選人）
  - 地區委員會：
    - 大埔區（12名候選人競逐8個議席，平均每個議席有1.5名候選人競逐）
    - 葵青區（18名候選人競逐12個議席，平均每個議席有1.5名候選人競逐）
    - 離島區（6名候選人競逐4個議席，平均每個議席有1.5名候選人競逐）
- 最多直選議席地區：觀塘區、元朗區及沙田區（均各有8席）
- 最少直選議席地區：灣仔區及離島區（均各有2席）
- 最多地區委員會議席地區：觀塘區、元朗區及沙田區（均各有16席）
- 最少地區委員會議席地區：灣仔區及離島區（均各有4席）
- 得票最多與得票最少的當選者得票差距最小的選區：
  - 地區直選：西貢區將軍澳北（相差只有126票）
  - 地區委員會：荃灣區（相差只有11票）
- 得票最多與得票最少的當選者得票差距最大的選區：
  - 地區直選：北區蝴蝶山（相差16,233票）
  - 地區委員會：屯門區（相差62票）

候選人
- 得票票數最多的當選者：
  - 地區直選：盧婉婷（葵青區青衣，22,775票）
  - 地區委員會：龔美姿（沙田區，186票）
- 得票票數最多的落選者：
  - 地區直選：莫嘉傑（黃大仙區黃大仙東，8,817票）
  - 地區委員會：梁昊佳（沙田區，128票）
- 得票票數最少的當選者：
  - 地區直選：馮家亮（中西區中區，3,061票）
  - 地區委員會：李文傑（大埔區，54票）
- 得票票數最少的落選者：
  - 地區直選：孫逸仙（油尖旺區油尖旺南，253票）
  - 地區委員會：林海坤（大埔區，21票）
- 得票率最高的當選者：
  - 地區直選：李啟立（元朗區元朗市中心，70.85%）
  - 地區委員會：蔡承憲（屯門區議會，98.06%）
- 得票率最高的落選者：
  - 地區直選：方浩良（沙田區沙田北，30.11%）
  - 地區委員會：譚金蓮（元朗區議會，69.84%）
- 得票率最低的當選者：
  - 地區直選：宋冰冰（北區蝴蝶山，13.22%）
  - 地區委員會：謝玉玲（屯門區議會，58.06%）
- 得票率最低的落選者：
  - 地區直選：孫逸仙（油尖旺區油尖旺南，1.54%）
  - 地區委員會：張全祺（觀塘區議會，23.91%）
- 得票差距最小的當選者：
  - 地區直選：越毅強（黃大仙區黃大仙東，與當區得票最多的落選者莫嘉傑相差只有212票）
  - 地區委員會：
    - 李靜儀（元朗區，與當區得票最多的落選者譚金蓮相差只有1票）
    - 梁振邦（沙田區，與當區得票最多的落選者梁昊佳相差只有1票）
- 得票差距最大的當選者：
  - 地區直選：符碧珍（觀塘區觀塘北，與當區得票最多的落選者黃曉東相差9,327票）
  - 地區委員會：陸子峯（油尖旺區，與當區得票最多的落選者王子成相差66票）
- 候選人平均年齡[註 6]：歲
- 當選者平均年齡[註 6]： 歲
- 最年長的當選者[註 6]：程志紅（屯門區地區委員會）（62歲）
- 最年輕的當選者[註 6]：周潔（葵青區葵涌東）（25歲）
- 最年長的落選者[註 6]：李惠明（葵青區地區委員會）（63歲）
- 最年輕的落選者[註 6]：郭駿（中西區中區）（24歲）
- 連任最多屆的當選者：柯創盛（觀塘區觀塘中）（由2000年起成為區議員，直至現在共連任6屆區議員）
- 成功連任人數：25人（佔上屆479個民選議席之5.22%）
- 競逐連任失敗人數：0人
- 成功重返區議會人數：64人（丁江浩、植潔鈴、何毅淦、葉傲冬、李思敏、陳國偉、林博、關浩洋、譚美普、馬軼超、葉文斌、徐帆、梁明堅、徐君紹、姚國威、姚銘、曾勁聰、黃碧嬌、羅曉楓、溫啟明、姚嘉俊、李志恆、楊學明、楊開永、王志鍾、蔡少峰、楊鎮華、黃建新、劉柏祺、鄧銘心、龐朝輝、吳奮金、丁健華、陳英、莫健榮、袁國強、黎榮浩、雷啟蓮、李東江、陳偉坤、鄭強峰、金堅、歐陽均諾、林峰、張姚彬、鄧駿、陳振中、朱德榮、鄭捷彬、林婉濱、陳文偉、曾憲康、程志紅、甘文鋒、馬淑燕、袁敏兒、劉桂容、曾興隆、柯倩儀、陳笑權、李華光、余智榮、李家良、陳繼偉）
- 重返區議會失敗人數：8人（吳家超、陳思靜、鍾嘉敏、邵天虹、黃國恩、陳俊傑、藍偉良、黃耀聰）
- 民選議員轉戰地區委員會議席：
  - 7人當選：梁婉婷、張景勛、鄧鎔耀、溫和達、張美雄、張展鵬、劉舜婷
  - 0人落敗
- 2019年區議會選舉落選者，首次成功當選人數：79人
  - 地方選區：馮家亮、穆家駿、吳清清、陳榮恩、張偉楠、李家軒、林偉文、李超宇、越毅強、潘卓斌、楊諾軒、李嘉恆、馮卓森、伍俊瑜、馮沛賢、鍾健峰、李啟立、蘇淵、賴玥均、駱小鸞、胡綽謙、邱浩麟、黃遠康、陳志豪、鄧肇峰、陳壇丹、朱煥釗、林宇星、蔡惠誠、陳安妮、黃俊揚、葉培基、劉展鵬
  - 地區委員會：張嘉恩、莫繡安、吳澤森、洪志傑、郭詠健、陳凱榮、曾卓兒、劉淑燕、劉聖雪、黃才立、蕭煒忠、潘景和、張德偉、陳龍傑、陳麗紅、吳婉秋、黃馳、曾榮輝、黃啟燊、曾大、莫遠君、蔡承憲、葉俊遠、鄺珉樀、陳暹恆、司徒駿軒、林慧明、林偉明、湯德駿、潘孝汶、梅少峰、陳健浚、譚竹君、龔美姿、夏劍琨、吳啟泰、林玉華、郭宣彤、張柏源、鄧麗玲、林映惠、袁潤洪、伍志華、李偉樂、郭慧文、周元谷
- 得票少於5%而未能得到選舉資助人數：
  - 地區直選：9人（佔171名候選人之5.26%）
  - 地區委員會：0人
- 得票少於3%而未能得到選舉資助且被沒收選舉按金人數：
  - 地區直選：4人（佔171名候選人之2.33%）
  - 地區委員會：0人

政黨
- 最大政黨：民建聯（109席）
- 有敗無勝政黨：實政圓桌、民主思路、紫荊黨（均只派出1名候選人參選且落敗）
- 當選率最高政黨：民建聯（121名候選人中有109人當選，當選率90.08%）
- 當選率最高議政團體：（名候選人中有人當選，當選率%）

## 政府委任及當然議員
政制及內地事務局局長曾國衞表明，當局將不會委任本屆區議會選舉的落選者，投票日後一至兩天會公布委任區議員名單。12月12日下午，行政長官李家超根據《區議會條例》委任179位人士為區議員。同一時間，27位現任鄉事委員會主席亦根據《區議會條例》確認有效登記為區議會當然議員。而只有陳月明及劉業強同時為立法會議員。
註解
- 「＊」現任區議會議員
- 「＠」曾任區議會議員
- 「A」現任分區委員會、地區撲滅罪行委員會或地區防火委員會（三會）委員
（部份獲委任人士或於其獲委任為議員的地區以外的地區出任三會委員）
- 「▼」曾參選2019年區議會選舉但落選
（在該選舉之前曾任區議會議員者不作標註）
- （括號）內為未有申報的實際政黨

| 地區     | 獲委任人士             | 政黨 | 政黨                        | 其他身份                                               | 備註                 |
| -------- | ---------------------- | ---- | --------------------------- | ------------------------------------------------------ | -------------------- |
| 中西區   | 吳然                   |      |                             |                                                        |                      |
| 中西區   | 呂鴻賓 ▼A              |      | 工聯會                      |                                                        |                      |
| 中西區   | 邱松慶 A               |      |                             |                                                        |                      |
| 中西區   | 金鈴 A                 |      | 港 香港島各界聯合會         | 前亞視藝人                                             |                      |
| 中西區   | 陳建強 A               |      |                             |                                                        |                      |
| 中西區   | 楊哲安 ＊A             |      | 自由黨                      | 立法會前議員楊孝華之兒子                               |                      |
| 中西區   | 葉永成 ＠A             |      | 香港島各界聯合會            |                                                        |                      |
| 中西區   | 葉亦楠 A               |      | 民建聯                      | 立法會前議員葉國謙之兒子                               |                      |
| 灣仔區   | 周錦威 A               |      | 自由黨                      |                                                        |                      |
| 灣仔區   | 林偉江                 |      | 工聯會                      | 工聯會副理事長                                         |                      |
| 灣仔區   | 孫道弘                 |      | 新民黨                      | 中港照相老闆孫大倫兒子                                 |                      |
| 灣仔區   | 劉珮珊 A               |      | 民建聯                      |                                                        |                      |
| 東區     | 丁煌 ▼A                |      | 經民聯                      | 大律師                                                 |                      |
| 東區     | 何秀賢 A               |      | 教聯會                      | 伊斯蘭脫維善紀念中學校長                               |                      |
| 東區     | 李莉 A                 |      | 香港島各界聯合會            |                                                        |                      |
| 東區     | 周致人                 |      |                             |                                                        |                      |
| 東區     | 林心亷 ＠A             |      | 民建聯                      | 香港中旅集團行政管理人員                               |                      |
| 東區     | 洪連杉 ＠A             |      | 民建聯                      | 福建中學（小西灣）教師                                 |                      |
| 東區     | 梁力 ▼A                |      | 工聯會                      |                                                        |                      |
| 東區     | 郭浩景 ▼A              |      | 新民黨                      | 中國工商銀行金融計量分析師                             |                      |
| 東區     | 陳杏 ＠A               |      | 港 香港島各界聯合會、教聯會 | 明慧國際幼稚園校長                                     |                      |
| 東區     | 劉慶揚 ＠A             |      | 民建聯                      |                                                        |                      |
| 東區     | 鄭志成 ＠A             |      | 民建聯                      |                                                        |                      |
| 東區     | 盧曉楓                 |      | 新民黨                      |                                                        |                      |
| 南區     | 朱立威 ＠A             |      | 民建聯                      | 港區全國人大代表                                       |                      |
| 南區     | 何沅蔚                 |      | 新民黨                      | 全國政協何德心女兒                                     |                      |
| 南區     | 李嘉盈 A               |      | 民建聯                      |                                                        |                      |
| 南區     | 林玉珍 ＊A             |      | 港 香港島各界聯合會         |                                                        |                      |
| 南區     | 陳文俊                 |      |                             | 進智公交行政總裁、冠忠南區主席                         |                      |
| 南區     | 陳郁傑                 |      |                             |                                                        |                      |
| 南區     | 彭兆基 A               |      | 民建聯                      |                                                        |                      |
| 南區     | 楊上進 A               |      |                             |                                                        |                      |
| 油尖旺區 | 許德亮 ＊A             |      | 工聯會                      |                                                        |                      |
| 油尖旺區 | 陳少棠 ＠A             |      | 經民聯                      |                                                        |                      |
| 油尖旺區 | 黃舒明 ＠A             |      | 經民聯                      |                                                        |                      |
| 油尖旺區 | 楊子熙 ＠A             |      | 民建聯                      |                                                        |                      |
| 油尖旺區 | 歐楚筠 A               |      |                             |                                                        |                      |
| 油尖旺區 | 鍾港武 ＠A             |      | 民建聯                      |                                                        |                      |
| 油尖旺區 | 鍾澤暉 ＊A             |      | 九 九社聯、西 西九新動力    |                                                        |                      |
| 油尖旺區 | Aruna Gurung A         |      |                             |                                                        |                      |
| 深水埗區 | 李詠民 ＠A             |      | 勞聯                        |                                                        |                      |
| 深水埗區 | 林家輝 ＠A             |      | 經民聯                      |                                                        |                      |
| 深水埗區 | 郭彦麗 A               |      |                             |                                                        |                      |
| 深水埗區 | 陳偉明 ＠A             |      | 民建聯                      |                                                        |                      |
| 深水埗區 | 黃頌良 ＠A             |      | 教聯會                      | 香島中學校長                                           |                      |
| 深水埗區 | 劉佩玉 ＊A             |      | 民建聯                      |                                                        |                      |
| 深水埗區 | 鍾婧薇 A               |      |                             |                                                        |                      |
| 深水埗區 | 羅志超                 |      |                             |                                                        |                      |
| 九龍城區 | 左滙雄 ＊A             |      | 經民聯、西 西九新動力       |                                                        |                      |
| 九龍城區 | 何華漢 ＊A             |      | 經民聯、西 西九新動力       |                                                        |                      |
| 九龍城區 | 林德成 ＊A             |      | 民建聯                      |                                                        |                      |
| 九龍城區 | 黃文莉                 |      |                             |                                                        |                      |
| 九龍城區 | 黃文港 ▼A              |      | 工聯會                      |                                                        |                      |
| 九龍城區 | 潘國華 ＊A             |      | 民建聯                      |                                                        |                      |
| 九龍城區 | 賴彥宗 A               |      | 九 九社聯                   |                                                        |                      |
| 九龍城區 | Rizwan Ullah（利哲宏） |      |                             | 羅定邦中學副校長                                       |                      |
| 黃大仙區 | 丘燿誠                 |      | 工聯會                      | 工聯會副理事長                                         |                      |
| 黃大仙區 | 李鎧麟                 |      |                             |                                                        |                      |
| 黃大仙區 | 姚逸華 A               |      | 九 九社聯                   |                                                        |                      |
| 黃大仙區 | 洪楚英 A               |      |                             | 救世軍卜維廉中學校長                                   |                      |
| 黃大仙區 | 梁騰 ＊A               |      | 民建聯                      |                                                        | 前任觀塘區議會議員   |
| 黃大仙區 | 劉婉儀 A               |      | 勞聯                        | 機電聯社會服務中心總幹事(註冊社工)                     |                      |
| 黃大仙區 | 鄧雯蕙 A               |      |                             |                                                        |                      |
| 黃大仙區 | 魏仕成 A               |      |                             |                                                        |                      |
| 觀塘區   | 余邵倫 ▼A              |      | 工聯會                      |                                                        |                      |
| 觀塘區   | 余敏 A                 |      |                             |                                                        |                      |
| 觀塘區   | 吳承華 A               |      |                             |                                                        |                      |
| 觀塘區   | 呂東孩 ＊A             |      | 九 九社聯、創建力量         |                                                        |                      |
| 觀塘區   | 林瑋 ＊A               |      | 公屋聯會、創建力量          |                                                        |                      |
| 觀塘區   | 洪錦鉉 ＠A             |      | 民建聯                      |                                                        |                      |
| 觀塘區   | 張琪騰 ＠A             |      | 民建聯                      |                                                        |                      |
| 觀塘區   | 梁思韻                 |      |                             |                                                        |                      |
| 觀塘區   | 許有為 ＊A             |      | 民建聯                      |                                                        |                      |
| 觀塘區   | 連浩民 A               |      |                             | 海王集團老闆連卓釗兒子                                 |                      |
| 觀塘區   | 陳耀雄 ＊A             |      | 九 九社聯、創建力量         |                                                        |                      |
| 觀塘區   | 黃春平 ＠A             |      | 九 九社聯、創建力量         |                                                        |                      |
| 觀塘區   | 楊莉瑤 A               |      | 民建聯                      | 楊孫西女兒                                             |                      |
| 觀塘區   | 劉嘉華                 |      |                             | 工聯會法律顧問                                         |                      |
| 觀塘區   | 諸樂為 A               |      |                             |                                                        |                      |
| 觀塘區   | 賴永春 A               |      |                             | 前瑪利諾中學校長                                       |                      |
| 荃灣區   | 王淑芬 A               |      |                             | 路德會聖十架學校校長                                   |                      |
| 荃灣區   | 古揚邦 ＠A             |      | 民建聯                      |                                                        |                      |
| 荃灣區   | 張文嘉 A               |      | 新民黨                      | 張學修女兒                                             |                      |
| 荃灣區   | 梁昌明 A               |      |                             |                                                        |                      |
| 荃灣區   | 陳純純 A               |      |                             |                                                        |                      |
| 荃灣區   | 陳曉津 A               |      |                             |                                                        |                      |
| 荃灣區   | 華美玲 A               |      |                             |                                                        |                      |
| 荃灣區   | 黃偉傑 ＠A             |      | 新 新界社團聯會             |                                                        |                      |
| 屯門區   | 何俊亨                 |      |                             | 何君堯家族成員                                         |                      |
| 屯門區   | 巫成鋒 ＠A             |      | 民建聯                      |                                                        |                      |
| 屯門區   | 陳有海 ＊A             |      | 工聯會                      |                                                        | 前任屯門區議會主席   |
| 屯門區   | 陳孟宜 A               |      | 教聯會                      | 田景邨浸信會呂郭碧鳳幼稚園校長、教育局前局長吳克儉妻子 |                      |
| 屯門區   | 陳浩庭 A               |      |                             |                                                        |                      |
| 屯門區   | 陳貴和                 |      |                             |                                                        |                      |
| 屯門區   | 麥美儀                 |      |                             |                                                        |                      |
| 屯門區   | 曾慶忠 A               |      |                             |                                                        |                      |
| 屯門區   | 雲天壯 ＠A             |      |                             |                                                        |                      |
| 屯門區   | 馮鈺鋒 A               |      | 工聯會                      |                                                        |                      |
| 屯門區   | 葉吉江 A               |      |                             |                                                        |                      |
| 屯門區   | 鄭彥鈞 A               |      |                             |                                                        |                      |
| 屯門區   | 謝永恒 A               |      |                             |                                                        |                      |
| 元朗區   | 文嘉豪 A               |      |                             |                                                        |                      |
| 元朗區   | 王偉樑 A               |      |                             |                                                        |                      |
| 元朗區   | 王曉山                 |      | 工聯會                      |                                                        |                      |
| 元朗區   | 余仲良 A               |      | 民建聯                      |                                                        |                      |
| 元朗區   | 呂堅 ＠A               |      | 民建聯                      |                                                        |                      |
| 元朗區   | 沈豪傑 ＊A             |      |                             | 港區全國人大代表                                       | 前任元朗區議會主席   |
| 元朗區   | 林添福 ＠              |      |                             |                                                        |                      |
| 元朗區   | 張偉琛 ▼A              |      | 新 新界社團聯會             | 元朗區議會前議員張木林兒子                             |                      |
| 元朗區   | 莊健成 ＠A             |      | 經民聯                      |                                                        |                      |
| 元朗區   | 陳嘉輝 A               |      |                             |                                                        |                      |
| 元朗區   | 湛家雄 ＠A             |      |                             |                                                        |                      |
| 元朗區   | 馮振榮                 |      |                             |                                                        |                      |
| 元朗區   | 黃煒鈴 ＠A             |      | 民建聯                      |                                                        |                      |
| 元朗區   | 黃頴灝 ▼               |      | 民 民主思路                 |                                                        |                      |
| 元朗區   | 趙秀嫻 ＠              |      | 新 新界社團聯會             |                                                        |                      |
| 元朗區   | 譚德開                 |      |                             |                                                        |                      |
| 北區     | 朱浩賢 A               |      | 民建聯                      | 北區足球會主席                                         |                      |
| 北區     | 朱偉林 A               |      | 教聯會                      | 鳳溪第一小學校長                                       |                      |
| 北區     | 周天意                 |      | 經民聯                      |                                                        |                      |
| 北區     | 洪志富                 |      |                             |                                                        |                      |
| 北區     | 温和輝 ＠A             |      | 民建聯                      |                                                        |                      |
| 北區     | 廖宇軒 A               |      |                             | 前全國政協委員廖正亮兒子                               |                      |
| 北區     | 賴心 ＠A               |      | 民建聯                      |                                                        |                      |
| 北區     | 譚鎮國                 |      | 新 新界社團聯會             | 東華三院前主席、全國政協常委譚錦球兒子                 |                      |
| 大埔區   | 李細燕 A               |      |                             |                                                        |                      |
| 大埔區   | 李漢祥                 |      |                             |                                                        |                      |
| 大埔區   | 梅政雄                 |      |                             |                                                        |                      |
| 大埔區   | 陳子健 A               |      |                             |                                                        |                      |
| 大埔區   | 陳灶良 ＠A             |      | 經民聯                      |                                                        |                      |
| 大埔區   | 陳勇華                 |      | 工聯會                      |                                                        |                      |
| 大埔區   | 陳博智 ＠A             |      | 民建聯                      |                                                        | 前西貢區議會議員     |
| 大埔區   | 温官球 A               |      | 新 新界社團聯會             |                                                        |                      |
| 西貢區   | 王文 A                 |      |                             |                                                        |                      |
| 西貢區   | 李嘉欣 ▼A              |      |                             | 黃大仙區議會議員楊諾軒妻子                             |                      |
| 西貢區   | 林俊嘉                 |      | 自由黨                      |                                                        |                      |
| 西貢區   | 祁麗媚 ＠A             |      | 民建聯                      |                                                        |                      |
| 西貢區   | 邱少雄 A               |      |                             | 仁濟醫院王華湘中學校長                                 |                      |
| 西貢區   | 俞卓君 ▼               |      |                             | 李進秋女兒                                             |                      |
| 西貢區   | 胡雪蓮                 |      |                             |                                                        |                      |
| 西貢區   | 張萬添                 |      |                             |                                                        |                      |
| 西貢區   | 莊元苳 ＠A             |      | 民建聯                      |                                                        |                      |
| 西貢區   | 莊雅婷                 |      | 民建聯                      |                                                        | 年紀最小的委任區議員 |
| 西貢區   | 陳權軍 ＠A             |      | 民建聯                      |                                                        |                      |
| 西貢區   | 黃宏滔 ＠A             |      | 工聯會                      |                                                        | 前北區區議會議員     |
| 沙田區   | 王惠成 A               |      | 新民黨、教聯會              | 培僑書院副校長                                         |                      |
| 沙田區   | 林松茵 ＠A             |      | 公民力量                    |                                                        |                      |
| 沙田區   | 林港坤 ＊A             |      | 民建聯                      |                                                        |                      |
| 沙田區   | 區子安 A               |      |                             |                                                        |                      |
| 沙田區   | 梁家輝 ＠A             |      | 新民黨／公民力量            |                                                        |                      |
| 沙田區   | 陳敏娟 ＠A             |      | 新民黨／公民力量            |                                                        |                      |
| 沙田區   | 陳善明                 |      | 工聯會                      |                                                        |                      |
| 沙田區   | 黃宇翰 ＠A             |      | 公民力量                    |                                                        |                      |
| 沙田區   | 黃敬                   |      |                             | 工程師                                                 |                      |
| 沙田區   | 黃寶儀 A               |      |                             |                                                        |                      |
| 沙田區   | 董健莉 ＠A             |      | 民建聯                      |                                                        |                      |
| 沙田區   | 廖子聰 ▼               |      | 新民黨／公民力量            | 烏溪沙及長徑原居民代表                                 |                      |
| 沙田區   | 潘國山 ＠A             |      | 新民黨／公民力量            |                                                        |                      |
| 沙田區   | 蔡明揚 A               |      |                             |                                                        |                      |
| 沙田區   | 鄧開 A                 |      |                             |                                                        |                      |
| 沙田區   | 鄭家豪                 |      |                             |                                                        |                      |
| 沙田區   | 龐愛蘭 ＠A             |      |                             | 藥劑師                                                 |                      |
| 葵青區   | 王聰穎 A               |      |                             |                                                        |                      |
| 葵青區   | 朱麗玲 ＠A             |      | 民建聯                      |                                                        |                      |
| 葵青區   | 周劍豪 A               |      | 教聯會                      | 荃灣商會學校校長                                       |                      |
| 葵青區   | 林翠玲 ＠A             |      | 新 新界社團聯會、教聯會     | 荃灣商會朱昌幼稚園校長                                 |                      |
| 葵青區   | 徐曉 ＊A               |      |                             |                                                        |                      |
| 葵青區   | 梁嘉銘 ＊A             |      | 民建聯                      |                                                        |                      |
| 葵青區   | 陳藹怡 A               |      |                             |                                                        |                      |
| 葵青區   | 葉長春 A               |      |                             |                                                        |                      |
| 葵青區   | 劉美璐 ＠A             |      | 工聯會                      |                                                        |                      |
| 葵青區   | 歐志輝 A               |      | 工聯會                      |                                                        |                      |
| 葵青區   | 潘志成 ＠A             |      | 民建聯                      |                                                        |                      |
| 葵青區   | 鄭臨 A                 |      |                             |                                                        |                      |
| 葵青區   | 蘇栢燦                 |      | 工聯會                      | 工聯會副理事長                                         |                      |
| 離島區   | 余漢坤 ＊A             |      |                             | 劉業強妹夫                                             |                      |
| 離島區   | 吳彩華 A               |      |                             |                                                        |                      |
| 離島區   | 許振隆 A               |      | 教聯會                      | 香港教育工作者聯會黃楚標中學校長                       |                      |
| 離島區   | 劉淑嫻 A               |      |                             |                                                        |                      |

民選議員循委任議席連任人數：20人（楊哲安、林玉珍、許德亮、鍾澤暉、劉佩玉、左滙雄、何華漢、林德成、潘國華、梁騰、呂東孩、林瑋、許有為、陳耀雄、陳有海、沈豪傑、林港坤、徐曉、梁嘉銘、余漢坤）
循委任議席重返區議會人數：47人（葉永成、林心亷、洪連杉、陳杏、劉慶揚、鄭志成、朱立威、陳少棠、黃舒明、楊子熙、鍾港武、李詠民、林家輝、陳偉明、黃頌良、洪錦鉉、張琪騰、黃春平、古揚邦、黃偉傑、巫成鋒、雲天壯、呂堅、林添福、莊健成、湛家雄、黃煒鈴、趙秀嫻、温和輝、賴心、陳灶良、陳博智、祁麗媚、莊元苳、陳權軍、黃宏滔、林松茵、梁家輝、陳敏娟、黃宇翰、董健莉、潘國山、龐愛蘭、朱麗玲、林翠玲、劉美璐、潘志成）

## 相關事件
12月4日，廉政公署拘捕一名38歲男子，涉嫌煽惑他人在區議會選舉中不投票。12月5日，廉政公署落案起訴該男子，控告他涉嫌在選舉期間，於其個人網上社交媒體專頁轉載一則煽惑他人杯葛區議會選舉的貼文，廉署並獲裁判官簽發手令，通緝該貼文的原作者，即黃世澤。2024年1月15日，他被判入獄兩個月，緩刑18個月。
在投票日早上，廉政公署拘捕一對夫婦，其中女子任職衞生署文書主任，二人涉嫌在網上煽惑他人在區議會選舉中，於選票上蓋3個或以上「剔」號致無效票，涉嫌在選舉期間內藉公開活動煽惑另一人不投票或投無效票。另外，廉署下午再拘捕一名51歲女文員，涉嫌轉載前區議員李文浩籲杯葛選舉的帖文，並在分享中加上呼籲投無效票的字眼，廉署將向法院申請手令通緝李文浩。2024年1月22日，該女文員被判入獄兩個月，緩刑24個月。
同日晚上，早上因示威在中環被警方拘捕的社民連陳寶瑩、周嘉發和余煒彬，涉嫌藉公開活動煽惑人杯葛區議選舉被廉政公署拘捕。

## 官方宣傳

### 政府
有關當局製作了電視宣傳片，由行政長官李家超率領一眾主要官員，呼籲有志服務社區的人士參選，並呼籲選民於投票日踴躍投票。
除此之外，尚有不少的政府部門，亦製作了由其首長率領部下呼籲選民投票的宣傳短片，計有保安局、公務員事務局、警務處、入境事務處及房屋局等。
而今屆選舉為政府呼籲投票的名人包括方凱申、尹光、謝雪心、沈震軒、馬浚偉、張明敏、嚴浩、張智霖、袁詠儀、連詩雅、草蜢、任達華、伍詠薇、徐小明、王祖藍、鄺美雲、黃百鳴、蘇永康、石修等。　
12月5日，政府表示將於投票日作出兩項貼心安排，包括選民在投票後會獲派發一張政府心意謝卡、及在投票站旁會設「打卡位」讓市民可拍照留念。另外，電視台製作了主題曲《獅子山下  共建美好社區》以共慶區選。《獅子山下  共建美好社區》由接近100名歌手和演員表演，包括鄺美雲、草蜢、陳慧嫻、蘇永康、Maria Cordero（肥媽）、陳潔靈、莫華倫、王冰冰、王祖藍、阮兆祥、李思捷、李龍基、威利、彭家麗、韋綺珊、谷婭溦、胡渭康、文佩玲、車婉婉、周吉佩、李佳、羅啟豪、龍婷、吳大強、丁文俊、梁浩銓、顏志恒、林鉫徫、支嚳儀、魏嘉信、炎明熹及小提琴演奏家姚鈺等表演，帶來聲樂盛宴。而藝員陳敏之、陳煒、吳偉豪、孔德賢、黎諾懿、向海嵐、馮盈盈、何沛珈、沈震軒，運動員楊霈霖、李晉熙、吳英倫、梁宇航、莫宛螢等不同界別人士亦有到場表達對社區的關心，還有由劉丹率領一眾《愛‧回家》演員。

### 慈善團體
香港慈善團體「龍耳」在社交平台發布宣傳短片，他們以手語表示，區議會選舉中聾人和弱聽人士的一票至關重要，呼籲符合資格的選民及時參與投票，選出理想的區議員，共同建設美好共融的社區。他們的口號是「1210聾健齊投票，步向共融社區好重要」。

### 「區選繽紛日」
政府在12月9日舉辦「區選繽紛日」，免費提供各種活動及優惠，以鼓勵市民在區議會選舉踴躍投票。同日晚上7時至10時，無綫電視、ViuTV、HOY TV、鳳凰衛視、香港電台、新城電台、商業電台七間電子傳媒合作的大型戶外音樂會《共建美好社區大匯演》在西九文化區竹翠公園、灣仔海濱HarbourChill海濱休閒站，以及沙田公園露天劇場同步舉行。七間電子傳媒會現場聯播。

## 评价

### 正面评价
新华社发表文章认为，本次区议会选举的成功举办，是实行“爱国者治港”原则、重塑区议会制度后的第一次选举，有利于香港在良政善治的道路前进。李家超参加投票后表示，本次区议会选举出的区议员符合香港整体利益，同时兼顾地区利益。中國新聞網評論文章指，本次区议会选举，有利于完善香港地区的治理体系，整个选举趋于理性，反映了香港走向由治及兴的局面，体现了新区议会制度的先进性和优越性。
香港新聞網撰文表示，和2019年區議會選舉相比，在「完善」選舉制度下，今次的區議會選舉終於「回歸理性」，街頭不再罵聲四起，沒有任何“政治騷”出現，候選人之間亦展開了良性的「競爭」和互動，是實現地區「良政善治」的良好開端。

### 负面评价

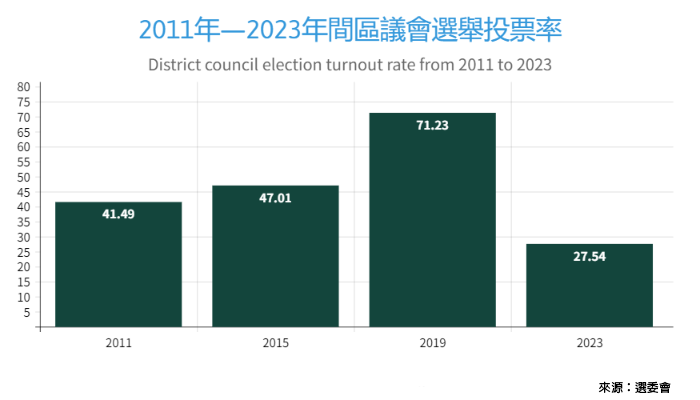
2011至2023年間區議會選舉投票率

香港大學社會科學院前院長卜約翰认为，本次选举投票率创历史新低，揭示了香港民众对区议会能否表达他们的观点表示怀疑，突显了政府的动员能力薄弱的情况。香港浸會大學政治及國際關係學系副教授陳家洛則認為，低投票率对香港当局来说是巨大的羞辱。
香港理工大学应用社会科学系前助理教授钟剑华在接受采访时表示，全公务员被要求要在区议会选举参与投票，多所院校的教职人员也被要求重视这次区议会选举，政府如此刻意的要求，可能是担心投票率太低，会削弱选举的公信力以及政治的认可性，并形容本次区议会选举是当局的“面子工程”。
香港中文大學政治與行政學系高級講師蔡子強認為今次投票率難言理想，估計投票者主要是建制派基本支持者。又指本屆政府宣傳力度史無前例，但投票率仍不及2021年改制後立法會選舉，反映宣傳效果不顯著。他認為本港選民成熟，投票率高低視乎候選人質素、是否多元等，關鍵不在於宣傳，亦不是軟對抗。
美國之音報導形容，这次香港史上宣传开销最大的区议会选举，耗费近十二亿港币，在“无所不用其极”的宣传攻势下，却是不足120万的建制派选民，这些花费仅仅保住了建制派的基本盘。
2024年1月11日，中國國民黨正、副總統候選人侯友宜、趙少康舉行國際記者會。《日經新聞》記者提問，中國主張一國兩制是中國與台灣關係的基礎，但看到香港的現況，能接受中方說的一國兩制嗎？趙少康表示，香港的一國兩制是失敗的，台灣絕對不接受一國兩制。趙少康指出，香港三周前的區議會選舉，投票率僅27％，就表示香港人已經用腳反對他們的制度，特別是國安法訂定以後。